# Отглаголно съществително в българския език
За отглаголно съществително в българския език традиционно се смята само такова отглаголно съществително, което се образува от глаголна основа с някой от формативите -не или -ние (съставени от наставка за отглаголно съществително и окончание за род и число). Всички отглаголни съществителни имена в българския език са от среден род.
От различни глаголни основи могат да се образуват съществителни имена и с други наставки, например -б- (сватба, делба), -итб- (женитба, сеитба, коситба, вършитба), -еж (летеж, валеж) и др., но понеже такива форми не се образуват от всички глаголи, тоест нямат парадигматичен характер, по традиция в българската граматика не се причисляват към отглаголните съществителни. Тези съществителни също означавач опредметени действия, но в българското езикознание се приема, че глаголността при тях е по-слабо изразена или изобщо не е изразена.

## Произход и разновидности
В старобългарския език отглаголните съществителни завършват на -нье, срещано и като -ние. В говоримата народна реч завършекът -нье се е преобразувал в -н’е (с меко н) или в -не (с твърдо н). Последният вариант се е наложил в съвременния български книжовен език. Тази разновидност на отглаголните съществителни е застъпена широко.
Отглаголните съществителни на -ние са наследени също от старобългарския език, обаче чрез посредничеството на руската редакция на старобългарския, т.нар. църковнославянски език, или са взети направо от руския език по време на Възраждането.
Първоначално отглаголните съществителни от двете разновидности се възприемат като синонимни, дори се налага еднаква форма на множествено число, завършваща на -ния:
събрание – събрания;
събиране – събирания.
Някои отглаголни съществителни на -не образуват множествено число с окончание -ета (тъй като то замества окончанието -е за ед.ч., образуването на мн.ч. се свежда до добавянето на -та към формата за ед.ч.):
ядене – яденета;
клане – кланета.

## Образуване

### Отглаголни съществителни на-не
Отглаголните съществителни от тази разновидност се образуват само от глаголи от несвършен вид:
пиша – писане;
бера – бране;
ходя – ходене.
Глаголите от свършен вид не образуват такива съществителни. Няма думи чуене, кажене, преместене; има чуване, казване, преместване.
Отглаголни съществителни от тази разновидност се образуват в зависимост от спрежението на глагола:
- При глаголите от III спрежение основата (3 л. ед.ч.) е една и съща за сегашно и минало свършено време и завършва на неударено а или я. Към основата се добавя формативът -не:

тѝчам – тѝча – тѝчане;
ка̀лям – ка̀ля – ка̀ляне.
- При глаголите от II спрежение към основата на минало свършено време се добавя формативът -не и основната гласна се заменя с е, ако е я или и:

летя̀ – летя̀ – летѐне;
мо̀ля – мо̀ли – мо̀лене;
но̀ся – но̀си – но̀сене;
търча̀ – търча̀ – търча̀не;
лежа̀ – лежа̀ – лежа̀не;
стоя̀ – стоя̀ – стоѐне;
тая̀ – таѝ – таѐне.
При изпадане на кореновата гласна се запазва основната гласна и ударението се премества върху окончанието:
ко̀ля – кла – кланѐ.
- При глаголите от I спрежение, чиято основа (3 л. ед.ч.) в сегашно време съдържа гласна пред основната гласна или чиято основна форма завършва на -на, отглаголното съществително се получава от основата в сегашно време чрез добавяне на форматива -не:

мѝя – мѝе – мѝене;
грѐя – грѐе – грѐене;
плю̀я – плю̀е – плю̀ене;
тра̀я – тра̀е – тра̀ене;
шля̀я се – шля̀е се – шля̀ене;
бръ̀сна – бръ̀сне – бръ̀снене;
мъ̀кна – мъ̀кне – мъ̀кнене;
кълна̀ – кълнѐ – кълнѐне.
- При останалите глаголи от I спрежение се добавя -не към формата на 3 л. ед.ч. в минало свършено време, като при изпадане на кореновата гласна ударението се премества върху окончанието:

чета̀ – чѐте – чѐтене;
пека̀ – пѐче – пѐчене;
кова̀ – кова̀ – кова̀не;
бера̀ – бра̀ – бранѐ;
дера̀ – дра̀ – дранѐ;
ка̀пя – ка̀па – ка̀пане;
дрѐмя – дрѐма – дрѐмане;
пѝша – пѝса – пѝсане.
- От някои глаголи от I спрежение с шушкава съгласна пред кореновата гласна се образуват дублетни форми на отглаголни съществителни с помощта на формите за 3 л. ед.ч. в сегашно и минало свършено време:

дъвча – дъвкане и дъвчене;
плача – плакане и плачене;
стрижа – стригане и стрижене.

### Отглаголни съществителни на-ние
Отглаголните съществителни от тази разновидност се образуват от основата (3 л. ед.ч.) на минало свършено време както на свършените, така и на несвършените глаголи. Основната гласна е винаги под ударение. Ако основната гласна е различна от а, тя се заменя с е:
събера̀ – събра̀ – събра̀ние;
мълча̀ – мълча̀ – мълча̀ние;
пѝша – пѝсa – писа̀ние;
донеса̀ – донѐсе – донесѐние;
сека̀ – сѐче – сечѐние;
утеша̀ – утешѝ – утешѐние;
мъ̀ча – мъ̀чи – мъчѐние;
даря̀ – дарѝ – дарѐние;
търпя̀ – търпя̀ – търпѐние.
При тези съществителни има редица особености. Например глаголът дам се спряга в сегашно време така, сякаш основната му форма е дада (обаче няма такава форма):
дам, дадеш, даде и т.н.
Този глагол поражда три други глагола със същата особеност. При тях последната сричка изпада при образуване на съответното отглаголно съществително:
създа̀м – създа̀де – създа̀ние;
преда̀м – преда̀де – преда̀ние;
изда̀м – изда̀де – изда̀ние.
При образуването на този вид отглаголни съществителни се наблюдават редица фонетични промени при глаголите от II спрежение:
- Ако пред основната гласна стои д, т или ст, тези звукове или групи от звукове се заменят съответно с жд и щ:

похо̀дя – похо̀ди – похождѐние;
посветя̀ – посветѝ – посвещѐние;
угостя̀ – угостѝ – угощѐние.
- Ако пред основната гласна стои з, с или сл, тези звукове или групи от звукове се заменят съответно с ж, ш и шл:

поразя̀ – поразѝ – поражѐние;
украся̀ – украсѝ – украшѐние;
размѝсля – размѝсли – размишлѐние.
- Ако пред основната гласна стои б, п, в или м, след тази съгласна се вмъква звукът л:

поздравя̀ – поздравѝ – поздравлѐние;
изтрѐбя – изтрѐби – изтреблѐние;
отстъ̀пя – отстъ̀пи – отстъплѐние;
стремя̀ се – стремѝ се – стремлѐние.

## Употреба

### Отглаголни съществителни на-не
Отглаголните съществителни на -не показват ясна връзка с глагола, от който произхождат, и означават самото действие. Въпреки че се образуват само от несвършени глаголи, те могат да означават и действия, изразявани със свършени глаголи:
Плитчините се оказаха далеч от брега, което предизвика засядане на кораба. = Корабът заседна.
Отглаголните съществителни на -не са с ясно изразена глаголност, поради което могат да получат пряко допълнение без предлог, когато са образувани от преходни глаголи:
прибирам реколтата – прибиране реколтата;
засилвам темпото – засилване темпото.
Безпредложното свързване се допуска, но не се препоръчва от книжовната норма. Препоръчителният начин на свързване е с помощта на предлога на:
раздаване на награди;
четене на книги.
Когато отглаголното съществително е членувано, безпредложното свързване е недопустимо:
Четенето на книги ми доставя удоволствие.
Прибирането на реколтата е в разгара си.

### Отглаголни съществителни на-ние
Отглаголните съществителни на -ние по-често означават не самото действие, а някакъв предмет. Например обединяване е самото действие (процесът), а пък обединение е неговият резултат. Някои отглаголни съществителни на -ние се възприемат като архаични и се заменят със съществителни с други наставки:
забавление – забава;
употребление – употреба;
стремление – стремеж.
Обаче други отглаголни съществителни на -ние са навлезли широко в езика и са се наложили напълно:
движение, откровение, влияние и др.
Някои от тези съществителни често са стилистично оцветени:
прегрешение, поучение, дихание и др.
Поради отслабената си глаголност тези съществителни, когато са образувани от преходен глагол, винаги се свързват с прякото му допълнение чрез предлога на, независимо дали са членувани:
потреблението на енергия;
изтребление на вредителите.

## Съпоставка на двете разновидности
За отглаголните съществителни на -не е характерна ясно изразена глаголност, докато отглаголните съществителни на -ние много по-рядко са носители на глаголност и поначало се използват като обикновени съществителни. Това понякога поражда съществена разлика в значенията:
поделяне – поделение;
отделяне – отделение;
обявяване – обявление;
сечене – сечение.
Обратно, в някои случаи разликата в лексикалното значение на двете разновидности отглаголни съществителни е твърде малка или едва доловима:
мъчене – мъчение;
съществуване – съществувание;
страдане – страдание;
принуждаване – принуждение.
В тези случаи едното съществително обикновено измества другото.